# دانشگاه خاویر لویزیانا
دانشگاه خاویر لویزیانا (انگلیسی: Xavier University of Louisiana) یک دانشگاه غیردولتی در لویزیانا است.